# Henri Matisse, roman

Henri Matisse, roman est une œuvre illustrée en prose de Louis Aragon (1897-1982), écrite sur une trentaine d'années (1941-1971), publiée en 1971 et rééditée en 1998 par Gallimard  (ISBN 2-07-075407-3).

## Projet
L'un des projets était sans doute de réaliser un roman sur Henri Matisse (1869-1954) et son œuvre. La première rencontre des deux hommes, en 1941, parle surtout d'une préface de catalogue, toujours différée, corrigée. Ainsi commence une série de rencontres, principalement dans la région de Nice. Il ne saurait s'agir d'histoire de l’art ni de critique d'art ni de biographie. Au début, Aragon (44 ans) écrit, et Matisse (72 ans) corrige. Puis cette proximité relationnelle débouche sur des textes d'Aragon, et des fusains, croquis et ébauches de Matisse. Le livre rêvé, impossible, n'est pas un roman, mais son ébauche, le « roman du roman », et d'abord la compilation de toutes les réalisations de préfaces, articles, conférences d'Aragon sur trente ans, à chaque fois revisitées, affinées, à essayer de cerner « ce qui échappe aux explications de texte », sur ce qui serait l'« énigme de Matisse », et tout autant l'énigme d'Aragon : l'énigme de la peinture comme de l'écriture, l'énigme de l'art. 
Dans ce gros volume de plus de 800 pages, les 551 documents d'accompagnement et d'illustration, principalement des œuvres de Matisse, sont dans la réédition de 1998 reproduits en noir et blanc, contrairement à l'édition originale, destinée à un public assez fortuné.

## Table des matières
- Tome I
  - La porte s'ouvre sur le passé
  - Matisse ou la grandeur
  - Prière d'insérer
  - Matisse-en-France
  - Les signes
  - Préambule à une conférence
  - Un personnage nommé La Douleur
  - Écrit en 1969
  - La Grande Songerie ou le Retour de Thulé
  - Ce jour d'avant après
  - Apologie du Luxe
  - Anthologie I
- Tome II
  - Matisse ou les Semblances fixées
  - Matisse et Baudelaire
  - De la Ressemblance
  - Matisse parle
  - De Marie Marcoz et de ses amants
  - Henri Matisse ou le peintre français
  - L'homme fait parenthèse
  - Ronsard ou le Quatre-Vingtième printemps
  - Au jardin de Matisse
  - Que l'un fût de la chapelle…
  - De la couleur ou plutôt : d'une certaine couleur des idées
  - Le sourire de Matisse
  - D'un texte déchiré
  - Quatre ans…
  - Le ciel découpé
  - Henri Matisse dans sa centième année
  - Anthologie II

## Réception critique
L'époque de première publication (1971) ne facilite pas la réception (en France) d'un tel ouvrage si atypique.
- Raphaëlle Pia[1]
- Sylvain Richard[2] (2005)
- N. Piégay-Gros[3]
- Radio : Jean Lebrun[4]
- Télévision (Arte)[5]

### Sources
- BNF[6],[7]